# Afrique du Sud aux Jeux olympiques d'été de 1996
L'Afrique du Sud participe aux Jeux olympiques d'été de 1996 à Atlanta aux États-Unis. Il s'agit de quatorzième participation à des Jeux d'été.
Elle y remporte cinq médailles : trois en or, une en argent et une en bronze, se situant à la vingt-septième place des nations au tableau des médailles. Le boxeur Masibulele Makepula est le porte-drapeau d'une délégation sud-africaine comptant 84 sportifs (64 hommes et 20 femmes).

## Médaillés
| Médaille | Nom             | Sport      | Compétition  |
| -------- | --------------- | ---------- | ------------ |
| Or       | Josia Thugwane  | Athlétisme | marathon     |
| Or       | Penny Heyns     | Natation   | 100 m brasse |
| Or       | Penny Heyns     | Natation   | 200 m brasse |
| Argent   | Hezekiél Sepeng | Athlétisme | 800 m        |
| Bronze   | Marianne Kriel  | Natation   | 100 m dos    |